# Onthophagus arunachalensis
Onthophagus arunachalensis är en skalbaggsart som beskrevs av Biswas och Sankar Chatterjee 1985. Onthophagus arunachalensis ingår i släktet Onthophagus och familjen bladhorningar. Inga underarter finns listade i Catalogue of Life.